# 85559 Віллекроз
85559 Віллекроз (85559 Villecroze) — астероїд головного поясу, відкритий 8 січня 1998 року.
Тіссеранів параметр щодо Юпітера — 3,361.